# Agnetina multispinosa
Agnetina multispinosa és una espècie d'insecte plecòpter pertanyent a la família dels pèrlids.